# Tadeusz Ajdukiewicz
Tadeusz Ajdukiewicz (1852, Wieliczka - 9 ianuarie 1916, Cracovia) a fost un pictor polonez, adept al realismului, care a trăit la sfârșitul secolului al XIX-lea și începutul celui de al XX-lea. Pictorul este renumit pentru lucrările sale reprezentând scene de luptă, portrete, tablouri cu cai și peisaje. Studiile și educația primită au avut timbrul aristocrației cosmopolite al capitalei Marelui Ducat al Cracoviei. Tadeusz Ajdukiewicza murit luptând  în timpul primului război mondial pentru independența Poloniei, în luptele care s-au dat în jurul Cracoviei..

## Biografie

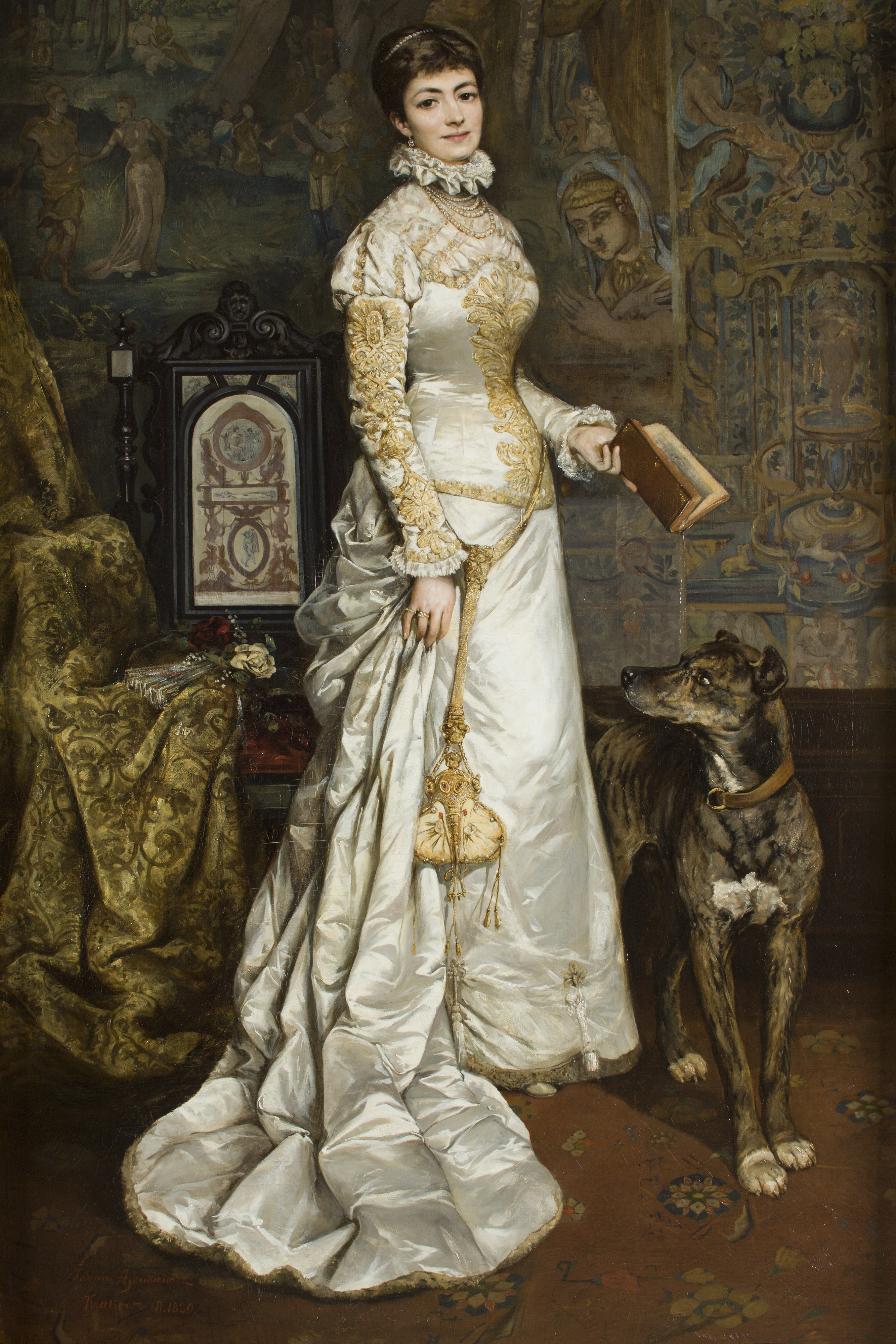
Portretul Helenei Modrzejewska, 1880

Tadeusz Ajdukiewicz s-a născut în localitatea Wieliczka în anul 1852 și în perioada 1868 - 1873 a urmat cursurile Școlii de Arte Frumoase din Cracovia sub îndrumarea profesorului Władysław Łuszczkiewicz. După absolvirea facultății, Ajdukiewicz câștigă o bursă de studii și pleacă împreună cu Wojciech Kossak la Viena și la Munchen, unde au studiat printre altele și în atelierul lui  Józef Brandt. După capitala Austriei, în 1877 urmează a fi vizitat Parisul și mai apoi Orientul Apropiat împreună cu contele Władysław Branicki. Începând cu anul 1822 Tadeusz a trăit la Viena unde a lucrat pentru curtea imperială și aristocrație. Un exemplu în acest sens este portretul prințului de Wales pe care l-a pictat în anul 1883 în timpul unui sejur la Londra.
Ajdukiewicz a vizitat în anul1884 Constantinopolul, el fiind oaspete al sultanului Abdul Hamid al II-lea. Mai târziu a lucrat la  Sankt Petersburg , Sofia și București. Patriot fervent, a intrat în anul 1914 în Brigada 1 a armatei poloneze condusă de Józef Piłsudski și a murit în luptă la Cracovia pe data de 09 ianuarie 1916 în timpul primului război mondial.
Zygmunt (Sigismund) Ajdukiewicz  ( n. 1861, Witkowice - d. 1917, Viena) a fost vărul său primar.

## Opera
Tadeusz Ajdukiewicz este recunoscut pentru portretele sale, exemplu fiind portretul Helenei Modrzejewska , ca și pentru numeroasele peisaje care aveau ca tematică scenele de luptă sau portrete ecvestre ale aristocrației. Remarcabile au fost și picturile orientale, picturi care i-au adus notorietatea. De menționat este faptul că a realizat la comanda Ministrului român de război, pe timpul când a vizitat Bucureștiul, un album dedicat uniformelor imperiale.
Tadeusz Ajdukiewicz în perioada cât a stat la București, l-a pictat pe ragele Carol I și Regina Elisabeta. Cele două picturi au participat la licitația publică efectută de Casa de Licitații GoldArt în anul 2008, dar nu și-au gasit cumparători. Tablourile au stat multă vreme în colecția particulară a doctorului Angelescu și au fost evaluate la 96.000 lei. Se pare că Tadeusz Ajdukiewicz este stră-străbunicul președintelui polonez Lech Kaczynski.

## Galerie de imagini

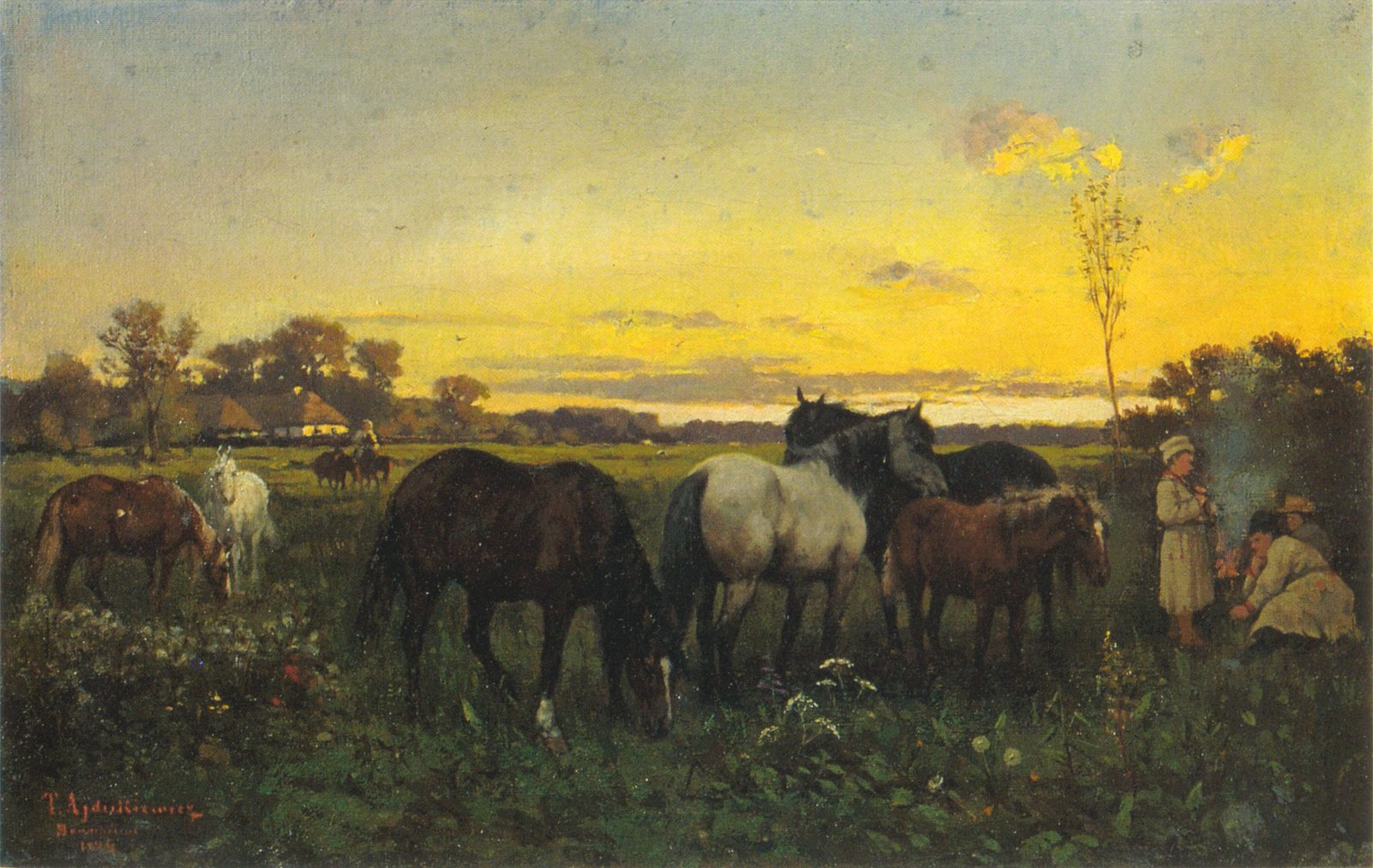
„Cai la păşunat”, 1874
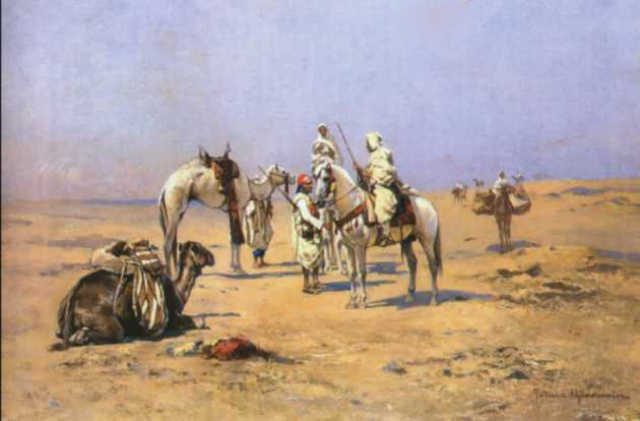
„Întâlnire în deşert”, 1890
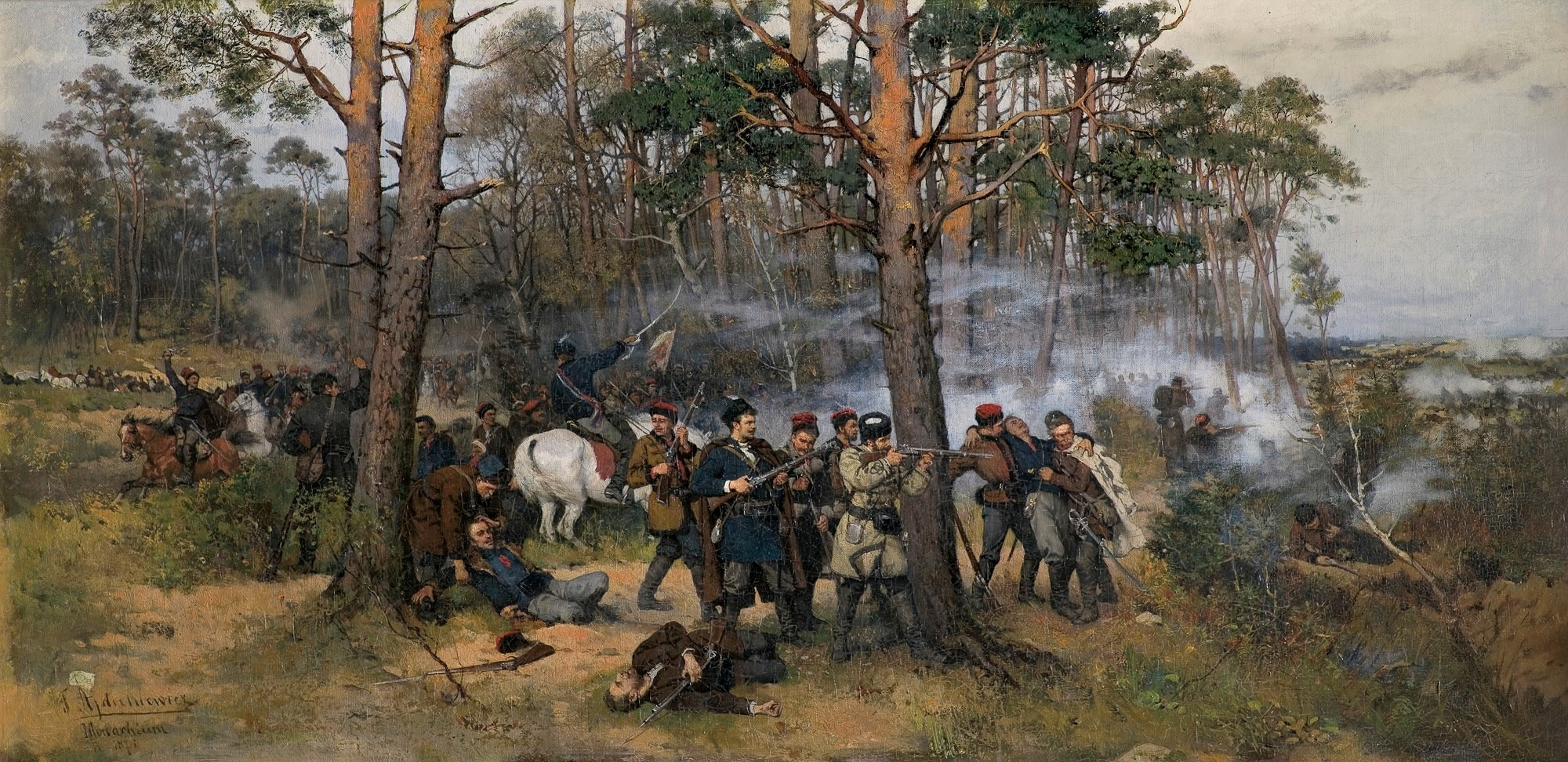
„Insurecţia din 1863”, 1875
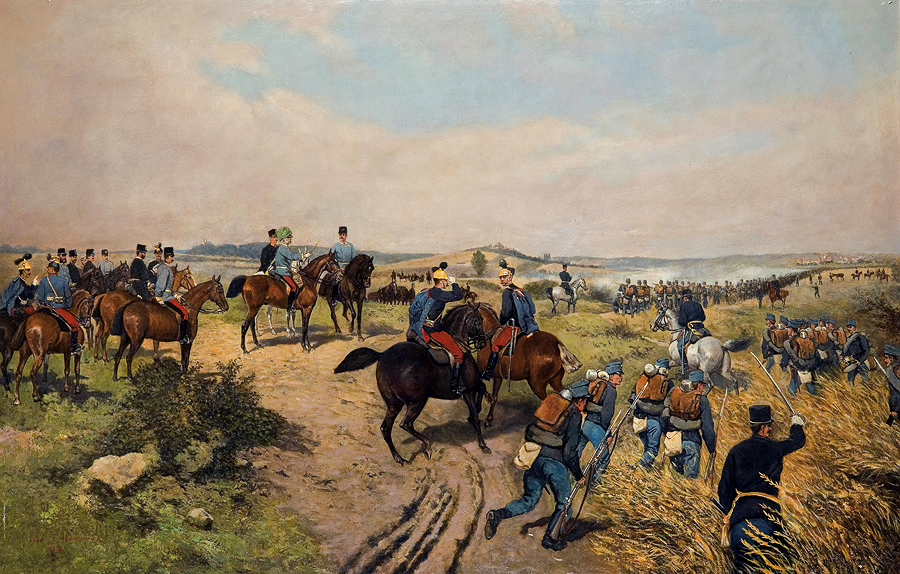
„Împăratul Franz Joseph făcând manevre militare”, 1885